# Salix calyculata
Salix calyculata — вид квіткових рослин із родини вербових (Salicaceae).

## Морфологічна характеристика
Це низький кущ. Гілочки спочатку ворсинчасті, потім ± голі. Листкова ніжка ≈ 1/4–1/3 довжини листкової пластинки; листкова пластинка лопатоподібно-яйцеподібна, (5)8–15 × (5)6–9 мм, абаксіально (низ) злегка біла, у молодості волосиста, адаксіально зелена, гола, край городчастий, верхівка округла. Чоловічі сережки широко-еліпсоподібні; жіночі — еліпсоїдні. Коробочка гола.

## Середовище проживання
Східні Гімалаї (Індія), Непал, Тибет. Населяє гравійні місця, ущелини скель.